# Дейвис, Кинан
Кинан Винсент Джозеф Дейвис (англ. Keinan Vincent Joseph Davis; род. 13 февраля 1998, Стивенидж, Восточная Англия) — английский футболист, нападающий клуба «Удинезе».

## Клубная карьера
Уроженец Стивениджа, Кинан начал футбольную карьеру в академии одноимённого клуба, но в 2015 году был отпущен из команды. Затем выступал за молодёжную команду «Биггелзуэйд Таун». В декабре 2015 года, после четырёхнедельного просмотра, перешёл в молодёжную команду бирмингемского клуба «Астон Вилла» и подписал с клубом профессиональный контракт.
8 января 2017 года Дейвис дебютировал за «Виллу», выйдя на замену в матче Кубка Англии против «Тоттенхэм Хотспур». 14 января 2017 года дебютировал за клуб в лиге в матче Чемпионшипа против «Вулверхэмптон Уондерерс». 16 сентября 2017 года забил свой первый гол за клуб в матче против «Барнсли».
22 сентября 2020 года Дейвис продлил свой контракт с «Астон Виллой» до 2024 года.
В январе 2022 года отправился в аренду в клуб «Ноттингем Форест» до конца сезона 2021/22.

## Карьера в сборной
С 2017 по 2018 год провёл 3 матча за сборную Англии до 20 лет.

## Достижения
Астон Вилла
- Победитель плей-офф Чемпионшипа: 2019
- Финалист Кубка Английской футбольной лиги: 2020[6]